# MEAN (веброзробка)
,

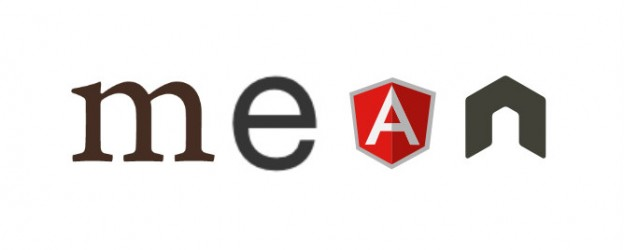
Логотип стека MEAN, складений із логотипів його компонентів

MEAN (абревіатура від MongoDB, Express.js, Angular.js, Node.js) — набір (комплекс) серверного програмного забезпечення, який подібно LAMP, використовується для веброзробки. Оскільки всі компоненти набору (стеку) підтримують програмування на JavaScript, то як серверна, так і клієнтська частина MEAN-додатків може бути написана цією мовою програмування.

## Компоненти
Компоненти:
- MongoDB — документо-орієнтована Система керування базами даних;
- Express.js — каркас вебдодатків, які працюють поверх Node.js;
- Angular.js — MVC-фреймворк для фронтенду, інтерфейсної частини вебдодатку, який працює в Браузері;
- Node.js —  JavaScript платформа для серверної розробки.

## Ім'я
Абревіатуру "MEAN" запропонував розробник MongoDB Валерій Карпов, цей термін вперше з'явився в його блозі. Логотип складений з перших букв компонентів стеку, розробив Остін Андерсон (Austin Anderson) для групи з обговорення в професійній соціальні мережі LinkedIn.

## Особливості
В порівнянні з "класичним" стеком  LAMP, MEAN відрізняє декілька аспектів. Місце традиційної Реляційна система керування базами даних MySQL зайняло безсхемне документо-орієнтоване  NoSQL-сховище MongoDB. Linux (чи будь-яка інша операційна система) більше не була частиною стеку, MEAN кросплатформна і менш залежна від специфіки операційної системи, і фокусується перш за все, на прив'язці до мови програмування JavaScript, яка лежить в основі node.js (яка виконує тут роль вебсервера та певною мірою замінює Apache). Робота MongoDB напряму з даними в форматі JSON забезпечує безшовну інтеграцію цих робочих частин вебплатформи та дуже сильно спрощує створення REST-сервісів.
Важлива особливість MEAN  — перехід від генерації вебсторінок на стороні сервера до створення переважно односторінкових додатків, перенесення ядра реалізації MVC зі сторони сервера на сторону клієнта, що забезпечується включенням в склад стеку AngularJS (причому включений в склад фреймворк Express.js забезпечує і традиційну маршрутизацію і генерацію сторінок на стороні сервера).